# Bravos de León
Los Bravos de León es un equipo de la Liga Mexicana de Béisbol con sede en León, Guanajuato, México.

## Historia.
En León Guanajuato ha existido equipo profesional de Beisbol con diferentes nombres, entre ellos: Diablos Rojos de León (1960). Águilas de León (1961). Diablos Verdes de León (1962-1963; 1965-1966). Broncos de León (1964), Bravos de León (1967; 1971; 1975) y Aguiluchos de León (1968-1970). Entonces participaban en la Liga Central Mexicana de Beisbol.
En diciembre de 1978 se anuncia el traslado del equipo Alijadores de Tampico hacia la ciudad de León, Guanajuato para la temporada 1979 de Liga Mexicana de Béisbol, a partir de ésta el equipo se llamaría Cachorros de León.

### Cachorros de León.
En marzo de 1979, debuta el nuevo equipo llamado Cachorros de León bajo el mando de Benjamín "Papelero" Valenzuela. Esta era la Primera vez que el público leonés disfrutaba del béisbol de la máxima categoría en México. 
Este equipo contaba con peloteros de la categoría de Héctor Espino, Celerino Sánchez, el segunda base puertorriqueño Luis Alcaraz, los hermanos Bellazetín, Iván Murrell, Cito Gastón, Héctor Manuel "Conejo" Díaz, entre otros. Sin embargo esto no le bastó para tener una buena campaña y terminaron siendo el peor equipo de la Zona Norte con un récord de 52 ganados y 82 perdidos.
1980. Bajo el mando de Mario Saldaña y sin la presencia de Héctor Espino, el equipo comenzó a mejorar el desempeño que tuvo el torneo anterior pero se vino la huelga de 1980 en el béisbol mexicano, evento catastrófico que generó un cisma dentro de la pelota nacional de 20 equipos que iniciaron la competencia sólo terminaron 6, entre los 14 equipos que desaparecieron esa temporada estaban los Cachorros de León. Hasta ese momento el equipo tenía un récord de 43-53 siendo el cuarto lugar de la División Noroeste.

### Lechugueros durante la ANABE.
La huelga de 1980 orquestada por la ANABE (Asociación Nacional de Beisbolistas) ocasionó la expulsión de por vida de sus líderes y seguidores de la Liga Mexicana de Béisbol. Este grupo de jugadores exigían mejoría salarial, mejores contratos y prestaciones, seguro de retiro y otros conceptos que los dueños de clubes no estaban dispuestos a conceder. Entre los jugadores que desaparecieron del béisbol mexicano figuraban Ramón "Abulón" Hernández, Enrique "Huevito" Romo, José Elguezabal, Porfirio Salomón, Víctor "Vitico" Davalillo, por mencionar algunos.
Los huelguistas forman el campeonato conocido popularmente como la ANABE a partir de 1981, esto permitió a la afición leonesa de seguir disfrutando del espectáculo del béisbol, con un equipo llamado Lechugueros de León, nombre que tenía el equipo local en los tiempos de la vieja Liga Central. Este equipo tuvo como peloteros destacado a Francisco Noriega, Porfirio Salomón y al ídolo de la afición leonesa en ese tiempo al ex Big Leaguer venezolano Víctor "Vic" Davalillo.

### Bravos de León.
La ANABE tuvo a lo largo de su existencia una inestabilidad para echar raíces en la plazas que elegían, por eso el empresario leonés Pedro Medina Hurtado compró la franquicia de los Broncos de Reynosa para trasladarlos a la ciudad de León, Guanajuato. A partir de la campaña 1983 de la Liga Mexicana de Béisbol el equipo se llamó Bravos de León. El nuevo equipo contó en su filas a destacados peloteros como Iván Murrell, Jesús "Chucho" Sommers, Juan Francisco "Chico" Rodríguez, Henry Cruz, Gener Rivero, Álvaro Soto, Ricardo "Siete Leguas" Sáenz, y teniendo como mánager a Benjamín "Papelero" Valenzuela. Esa temporada el equipo terminaría con una marca de 55-61 siendo el sexto lugar de la Zona Norte. Ubicándose en la División Noroeste de la Zona Norte de la Liga Mexicana de Béisbol.
En 1984 Teniendo como mánager a Marcelo Juárez y con la inclusión de históricos como Alvin Moore, Jack Pierce, Diego Seguí, Martín Raygoza, los Bravos encabezarían la liga en el renglón de cuadrangulares con 139 teniendo en la parte medular del orden al bat a Sommers bateando tercero, Moore cuarto bat y Pierce quinto en el orden, los llamados por el cronista local Jesús "Chucho" Lozano,  "Los Tres Angelitos Negros".  Esta campaña el equipo se ubicó en séptimo lugar de la Zona Norte con 53 ganados y 71 perdidos.
Para la temporada de 1985 vuelve al timón del equipo Benjamín "Papelero" Valenzuela y se incluye en el roster a un par de pitchers jóvenes Leo Pérez y Roberto Osuna para darle estabilidad al pitcheo. El comienzo de la temporada el equipo sorprende a los expertos ya que con casi el mismo plantel dominan la liga mostrando un béisbol agresivo y con mucho poder al bat aunque al final sufren una estrepitosa caída que los deja fuera de los playoffs. Esta campaña los Bravos impondrían el récord de 161 cuadrangulares conectados en una campaña. El equipo termina con marca de 60 ganados y 67 perdidos sexto lugar de la Zona Norte.
Para la temporada 1986 sale del equipo Alvin Moore, llega Jimmie Collins y Francisco "Chino" Márquez, debuta el tremendo bateador Eduardo "Tin Tan" Jiménez. Este fue el año de Jack Pierce, a pesar de que la campaña del 86 es la peor para los Bravos tanto en aspecto deportivo y económico, ese año Jack Pierce fue el mánager bravo, y el hombre récord al batir la añeja marca de Héctor Espino de 46 cuadrangulares imponiendo una nueva de 54 que aún es vigente superando en esta lucha a Nick Castañeda de los Tuneros de San Luis que se quedó en 53 homeruns, que por cierto rompe primero la marca de Héctor Espino en el estadio Domingo Santana ante el pitcher bravo Narciso Elvira, y a Willie Aikens de Puebla que terminó con 46. Los Bravos terminaron la campaña con 51 ganados y 71 perdidos en el séptimo lugar de la Zona Norte.
En 1987 llegaría la primera temporada ganadora contando como mánager a Obed Plascencia llegan Eleazar Beltrán y Guadalupe Chávez a reforzar el pitcheo, Manuel Cazarín como cácher, debuta Ramón Esquer y Roberto Vizcarra. Con números de 65 ganados y 56 perdidos el equipo clasifica a su primer Play Off como cuarto lugar de la Zona Sur, enfrentándose a los Diablos Rojos del México en la primera ronda y siendo barridos 4-0 en su primera experiencia de postemporada.
En 1988 los Bravos tuvieron su segunda campaña ganadora, nuevamente con Obed Plascencia al mando y con la llegada del lanzador Salvador Colorado, 68 ganados 63 perdidos, pero esto no le alcanzó para clasificarse al Play Off, se ubica en el quinto lugar de la Zona Sur.
Para 1989 se anuncian contrataciones que cambiaron la fisonomía del equipo, llega Jaime Orozco, Julio Purata, Willie Aikens, Juan Reyes, Donald Ray Cosey, y como mánager Francisco "Paquín" Estrada. El equipo tuvo la mejor campaña de su historia hasta ese momento con 73 ganados y 57 perdidos, siendo el segundo lugar en la Zona Sur. En el Play Off de ese año se enfrenta en primera ronda a los Leones de Yucatán perdiendo esa serie por 4-2.

#### El campeonato: único título de esta franquicia: 1990
Para la temporada 1990 Paquín Estrada repite como mánager bravo, llega Terry Blocker y Ron Shepard sale Juan Reyes y Donald Ray Cosey. En esta campaña los Bravos ratifican los buenos números del 89, 74 ganados 57 perdidos. Los Bravos se clasifican a su segundo Play Off consecutivo. En la primera ronda se enfrentan a los Diablos Rojos del México, esta vez les van a regresar la barrida del 87 para clasificarse a la final de la Zona Sur siendo su rival los Piratas de Campeche, con resultado de la serie 4-2 favor Bravos. Y ahora tendrán que enfrentar a los Algodoneros de Unión Laguna.
El Unión Laguna campeón del Norte que contaba en sus filas a Dave Stocktill, Juan Manuel Palafox, Cochito Cruz, etc. fue derrotado por unos inspirados Bravos de León, con Julio Purata teniendo una postemporada perfecta 5 ganados 0 perdidos, Jaime Orozco que inclusive hasta relevó en la final, al bat Aikens, la defensa de Esquer, Vizcarra, Cazarín, Blocker, Martín Arzate, Shepard hacen posible la consecución del campeonato derrotando a los algodoneros en la serie 4-1.

#### El adiós.
La campaña de 1991 será la última campaña de los Bravos de León. El equipo tuvo nuevamente una excelente campaña ganado 73 y perdiendo 45 juegos, para esta campaña salió Willie Aikens y llegó Luis "Mambo" de León. El equipo llegaría a la final de la Zona Sur y en un épica batalla contra los Diablos Rojos del México donde caerí en 7 juegos: 3-4.
1991 fue un año electoral en el estado de Guanajuato. Las diferencias entre la directiva y las nuevas autoridades gubernamentales, motivan a que esta busque nuevos horizontes en Minatitlán, Ver. que les ofrecían mejores facilidades en ese momento que en el Estado de Guanajuato terminando así la historia de un muy querido equipo para la afición guanajuatense y todavía muy recordado por la afición.

### El regreso anhelado
El martes 1 de noviembre de 2016 en la Asamblea de Presidentes de la Liga Mexicana de Béisbol, se aprobó, supeditado al cumplimiento de determinadas condiciones, a la ciudad de León, Guanajuato, para formar parte del circuito en la temporada 2017, con el club Bravos.
En su primera temporada 2017 tras su regreso clasificaron como Quinto lugar de la Zona Sur y así tener derecho al juego de comodín en donde vencieron a los Rojos del Águila de Veracruz 9 carreras a 4. Sin embargo fueron barridos por los Leones de Yucatán en la primera ronda de playoffs.
Para la temporada Primavera 2018 terminan en Cuarto lugar para volver a pelear el comodín ante los Pericos de Puebla a quienes vencieron 4 carreras a 2. Pero fueron vencidos por segundo año consecutivo ante los Leones de Yucatán en 5 juegos de la primera ronda de playoffs.
Para la temporada Otoño 2018 terminaron nuevamente en Cuarto Lugar y por tercer torneo consecutivo jugaron el partido por el comodín sin embargo fueron vencidos por los Guerreros de Oaxaca 7 carreras a 6.

### Era Multimedios
El 11 de diciembre del 2018 se anuncia de manera oficial que el Grupo Multimedios se convirtió en el socio mayoritario del equipo comenzando una nueva etapa en la historia del equipo.

### El equipo pasa a manos de los leoneses
Para la temporada 2022, el equipo regresa a manos de empresarios leoneses, terminando su vínculo con la empresa multimedios, en lo que significaría un nuevo comienzo para la novena leonesa, en busca de regresar a los primeros lugares de la LMB
Los Bravos tienen como casa el Estadio Domingo Santana con capacidad para 6,500 espectadores.

## Jugadores

### Roster actual
Actualizado al 22 de mayo de 2022.
| Bravos de León Roster 2019               |    |                                    |                     |
| C U E R P O T É C N I C O                |    |                                    |                     |
| Mánager                                  | 11 | Bandera de México                  | Tony Aguilera       |
| Coach de Pitcheo                         | 47 | Bandera de México                  | Julio César Miranda |
| Coach de Bateo                           | 3  | Bandera de Puerto Rico             | Eddy Castro         |
| J U G A D O R E S                        |    |                                    |                     |
| L A N Z A D O R E S                      |    |                                    |                     |
| Batea: D / Tira: D                       | 4  | Bandera de México                  | Nicolás Heredia     |
| Batea: Z / Tira: Z                       | 8  | Bandera de México                  | Marco Ramírez       |
| Batea: Z / Tira: D                       | 9  | Bandera de México                  | Norman Elenes       |
| Batea: D / Tira: D                       | 10 | Bandera de Japón                   | Yasutomo Kubo       |
| Batea: D / Tira: D                       | 22 | Bandera de México                  | Aldo Montes         |
| Batea: D / Tira: D                       | 28 | Bandera de México                  | Fredy Quintero      |
| Batea: Z / Tira: Z                       | 37 | Bandera de Venezuela               | Jonathan Vargas     |
| Batea: D / Tira: D                       | 39 | Bandera de México                  | Walter Silva        |
| Batea: D / Tira: D                       | 49 | Bandera de Panamá                  | Manny Acosta        |
| Batea: Z / Tira: D                       | 50 | Bandera de México                  | Wilfredo Ramírez    |
| Batea: D / Tira: D                       | 52 | Bandera de Venezuela               |                     |
| Batea: D / Tira: D                       | 54 | Bandera de México                  | Daniel Guerrero     |
| Batea: D / Tira: D                       | 55 | Bandera de México                  | Luis de la O        |
| Batea: D / Tira: D                       | 57 | Bandera de México                  | Francisco Gil       |
| Batea: D / Tira: D                       | 60 | Bandera de México                  | Normand Mendoza     |
| Batea: Z / Tira: Z                       | 94 | Bandera de México                  | Edgar Acosta        |
| R E C E P T O R E S                      |    |                                    |                     |
| Batea: D / Tira: D                       | 40 | Bandera de México                  | Omar Rentería       |
| Batea: D / Tira: D                       | 51 | Bandera de México                  | Israel Núñez        |
| J U G A D O R E S D E C U A D R O        |    |                                    |                     |
| Segunda base - Batea: A / Tira: D        | 7  | Bandera de Estados Unidos          | Marco Jaime         |
| Tercera base - Batea: Z / Tira: D        | 12 | Bandera de México                  | Diego Lizárraga     |
| Primera base - Batea: Z / Tira: D        | 17 | Bandera de Estados Unidos          | Carlos López        |
| Primera base - Batea: Z / Tira: D        | 23 | Bandera de Estados Unidos          | Matt Clark          |
| Tercera base - Batea: D / Tira: D        | 24 | Bandera de Venezuela               | Carlos Rivero       |
| Parador en corto - Batea: D / Tira: D    | 26 | Bandera de México                  | Luis Medina         |
| Segunda base - Batea: D / Tira: D        | 62 | Bandera de Estados Unidos          | Brandon Macías      |
| Primera base - Batea: D / Tira: D        | 91 | Bandera de México                  | Julio Pérez         |
| J A R D I N E R O S                      |    |                                    |                     |
| Jardinero central - Batea: Z / Tira: Z   | 6  | Bandera de Estados Unidos          | Cedric Hunter       |
| Jardinero derecho - Batea: D / Tira: D   | 13 | Bandera de México                  | Daniel Cornejo      |
| Jardinero derecho - Batea: A / Tira: D   | 19 | Bandera de la República Dominicana | Jeremías Pineda     |
| Jardinero izquierdo - Batea: Z / Tira: Z | 46 | Bandera de la República Dominicana |                     |

 =  Cuenta con nacionalidad mexicana. 

### Jugadores destacados
- Ricardo Sáenz.
- Héctor Espino.
- Celerino Sánchez.
- Juan Francisco "Chico" Rodríguez.
- Willie Aikens.
- Iván Murrell.
- Jack Pierce.
- Francisco Estrada.
- Roberto Vizcarra.
- Narciso Elvira.
- Jaime Orozco.
- Jesús Sommers.
- Ramón Esquer.

### Números retirados
51

### Novatos del año
- 1990  David Sinohui.

### Campeones Individuales

#### Campeones Bateadores
| Año  | Nombre             | Porcentaje |
| ---- | ------------------ | ---------- |
| 1989 | Willie Mays Aikens | .395       |

#### Campeones Productores
| Año  | Nombre             | Producidas |
| ---- | ------------------ | ---------- |
| 1980 | Iván Murrell(1)    | 91         |
| 1989 | Willie Mays Aikens | 131        |

#### Campeones Jonroneros
| Año  | Nombre                       | Jonrones |
| ---- | ---------------------------- | -------- |
| 1979 | Luis Alcaraz Iván Murrell(2) | 24       |
| 1980 | Iván Murrell(1)              | 32       |
| 1986 | Jack Pierce                  | 54       |

#### Campeones de Bases Robadas
| Año | Nombre  | Bases |
| --- | ------- | ----- |
| NA  | Ninguno | NA    |

#### Campeones de Juegos Ganados
| Año | Nombre  | Récord |
| --- | ------- | ------ |
| NA  | Ninguno | NA     |

#### Campeones de Efectividad
| Año | Nombre  | Porcentaje |
| --- | ------- | ---------- |
| NA  | Ninguno | NA         |

#### Campeones de Ponches
| Año  | Nombre        | Ponches |
| ---- | ------------- | ------- |
| 2019 | Yasutomo Kubo | 154     |

#### Campeones de Juegos Salvados
| Año | Nombre  | Juegos |
| --- | ------- | ------ |
| NA  | Ninguno | NA     |

1 Era el líder en el momento en que se suspende la temporada en 1980.
2 Comenzó la temporada con Puebla.